# Архиепархия Триполи (мелькитская)
Архиепархия Триполи (лат. Archieparchia Tripolitana graecorum melkitarum) — архиепархия Мелькитской католической церкви с центром в городе Триполи, Ливан. Архиепархия Банияса является суфраганной архиепархией митрополии Тира. Кафедральным собором архиепархии Банияса является церковь святого Георгия.

## История
21 марта 1897 года Святой Престол учредил епархию Триполи. 28 апреля 1961 года епархия Триполи передала часть своей территории для новой архиепархии Лаодикеи.
18 ноября 1964 года епархия Триполи была возведена в ранг архиепархии. В 1969 году Синод Мелькитской католической церкви передал архиепархии Триполи район Батрун, после чего юрисдикция архиепархии Триполи стала распространяться на всю территорию провинции Северный Ливан.

## Ординарии архиепархии
- епископ Иосиф Думани (21.03.1897 — 4.12.1922);
- епископ Иосиф Калласс (4.04.1923 — 9.12.1960);
- архиепископ Августин Фарах (7.03.1961 — 25.08.1977) — назначен архиепископом Захле и Фурзола;
- архиепископ Илия Ниджме (7.02.1978 — 5.08.1995);
- архиепископ Георгий Риаши (28.07.1995 — 3.03.2010);
  - вакансия (2010—2013);
- архиепископ Эдуард Дахер (9.07.2013 — по настоящее время).

## Источник
- Annuario Pontificio, Libreria Editrice Vaticana, Città del Vaticano, 2003, ISBN 88-209-7422-3